# Michael Hollenstein
Michael Hollenstein (* 22. September 1984 in Wetzikon) ist ein ehemaliger Schweizer Nordischer Kombinierer.
Hollenstein gab 2002 bei der Junioren-Weltmeisterschaft in Schonach sein internationales Debüt. Dabei erreichte er mit dem Team den 10. Platz und im Gundersen den 38. Platz. Ab Januar 2003 startete er im B-Weltcup der Nordischen Kombination. Bei der Junioren-Weltmeisterschaft 2003 in Sollefteå verpasste er mit dem Team mit Platz vier nur knapp die Medaillenränge. Im Sprint gelang ihm ein 19. Platz, im Gundersen der 40. Platz. Bei den Junioren-Weltmeisterschaften 2004 im norwegischen Stryn wurde er mit der Schweizer Mannschaft Neunter, im Gundersenwettbewerb belegte er den 16. und im Sprint den 32. Platz. Am 30. Dezember 2004 gab er in Oberhof sein Debüt im Weltcup der Nordischen Kombination. Am 29. Januar 2005 gelang ihm in Sapporo erstmals der Gewinn von Weltcup-Punkten. Da er dieses Leistungsniveau jedoch nicht halten konnte, startete er weiter fest im B-Weltcup. Nachdem er dort seine Leistungen wieder hatte steigern können, startete er ab Januar 2008 fest im A-Nationalkader und damit im Weltcup. Nach einigen Punktgewinnen beendete er die Saison 2007/08 auf dem 46. Platz in der Weltcup-Gesamtwertung. In der Sprintweltcup-Gesamtwertung erreichte er den 42. Platz. Diese Leistungen konnte er jedoch nicht noch einmal erreichen, weshalb er ab 2009 wieder in den B-Kader zurückversetzt wurde und ab Januar 2009 im Continental Cup an den Start ging. Nach der Saison 2009/10 beendete er seine Karriere.